# Autodidata

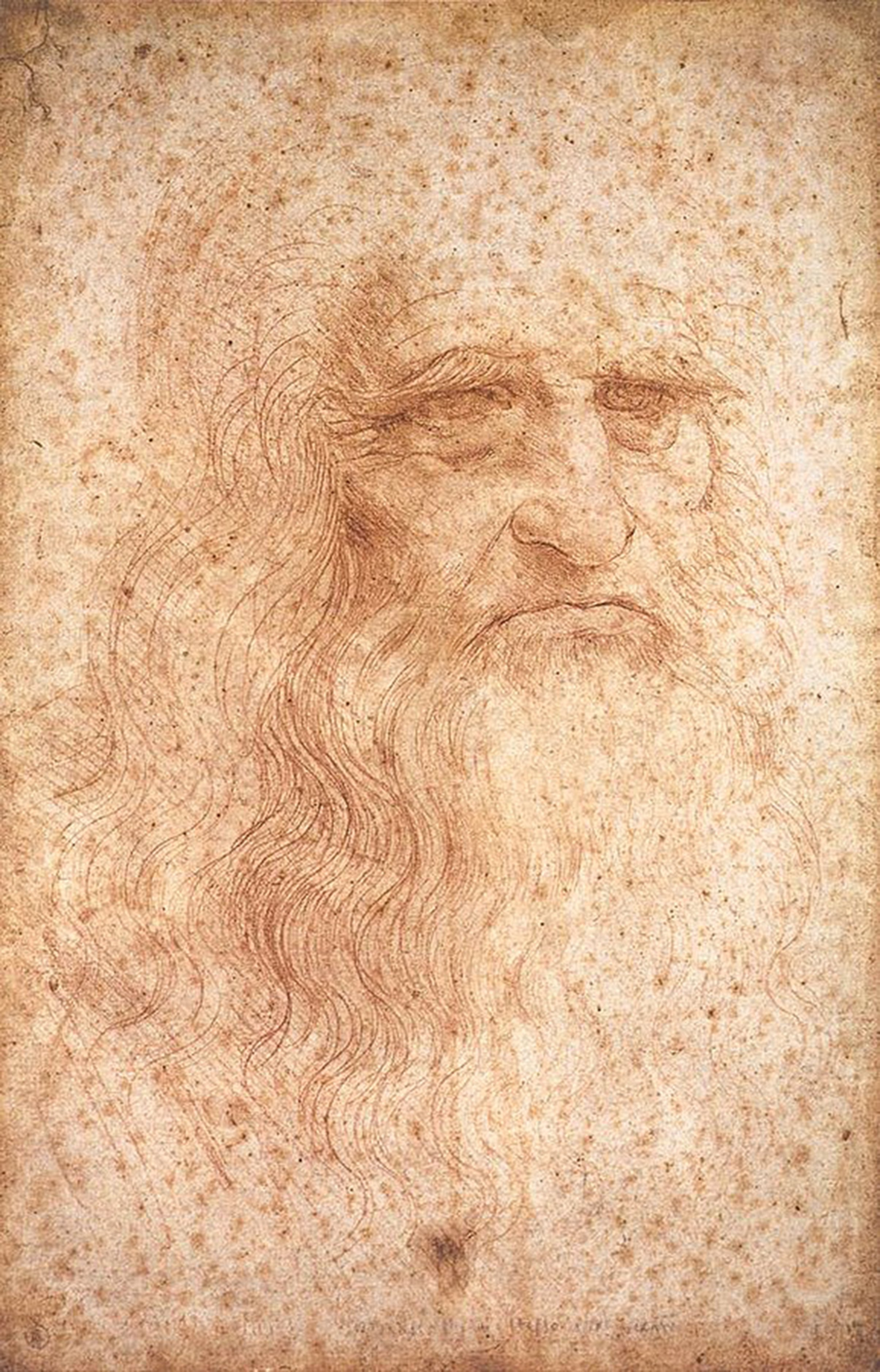
O polímata Leonardo da Vinci é um dos autodidatas mais conhecidos da história.

Autodidata é a pessoa que tem a capacidade de aprender algo sem ter um professor ou mestre lhe ensinando ou ministrando aulas. O próprio indivíduo, com seu esforço particular intui, busca e pesquisa o material necessário para sua aprendizagem.
O autodidatismo é alvo de estudos acadêmicos, devido especialmente a expansão de sistemas educacionais on-line. Estes estudos visam a compreensão das práticas pedagógicas, a relação entre o uso de tecnologia e a concepção de conhecimento e educação envolvidas no processo.

## Celebridades
Dentre autodidatas famosos, podem ser citados o 16º presidente dos Estados Unidos, Abraham Lincoln, o músico Jimi Hendrix, os escritores Ray Bradbury, Machado de Assis, José Saramago e o polímata Leonardo da Vinci, o fundador da Microsoft Bill Gates, o divulgador de banda desenhada Vasco Granja, o ator e comediante Rowan Atkinson, o cientista e inventor Alexander Graham Bell, o cineasta Stanley Kubrick, o cineasta, musico, roteirista e escritor Woody Allen, o fundador da Ford Henry Ford, o romancista Charles Dickens, a escritora, compositora e poetisa Doutora Honoris Causa Carolina de Jesus, o cineasta, produtor e animador Walt Disney, o animador e diretor de animação John Kricfalusi e o físico Albert Einstein, entre outros.